# Alojzy Liguda
Beato Luis Liguda o Aloisio Liguda (n. Winów, Opole, Polonia; 23 de enero de 1898 - †. Dachau, Baviera; 9 de diciembre de 1942) (Polaco: Alojzy Liguda), fue un sacerdote polaco, misionero del verbo divino y mártir durante la Segunda Guerra Mundial. Es uno de los ciento ocho mártires de Polonia beatificados por Juan Pablo II el 13 de junio de 1999.

## Vida
Nació el 23 de enero de 1898 en el poblado de Winów cercano a Opole, Polonia. Hijo de Wojciech Liguda y Rozalia Przybyła, fue el menor de siete hermanos en una familia profundamente religiosa. Desde pequeño dio muestras de gran inteligencia y entrega a la vida religiosa. A los quince años de edad, en 1913, intentó comenzar su formación religiosa ingresando al Seminario Menor de los Misioneros del Verbo Divino en Nysa, sin embargo, al estallar la Primera Guerra Mundial en 1917, tuvo que interrumpir debido a que fue enlistado en el ejército y enviado al frente de guerra.
Al finalizar la guerra, volvió a ingresar al noviciado de la Sociedad del Verbo Divino, ordenándose sacerdote el 26 de mayo de 1927 en Viena. Pese a sus intenciones de misionar a oriente, sus superiores le asignaron su natal Polonia, a la cual retornó en 1928 con la consigna de seguir estudiando para prepararse como profesor. En 1930 ingresó a la Universidad de Poznań a estudiar filología polaca, donde obtuvo el grado de maestría en 1934.
Durante esta temporada se recopilaron las homilías y conferencias que impartía a las estudiantes del colegio de las Hnas. Ursulinas de Poznań en dos colecciones publicadas bajo el título: "Audi filia" y "Hacia adelante y hacia arriba". Más tarde publicó otro libro llamado "El pan y la sal" que contiene comentarios al leccionario dominical y festivo que redactó en el marco de su labor espiritual en Gorna Grupa.
Al terminar sus estudios se trasladó a la casa provincial de la Sociedad del Verbo Divino en Gorna Grupa en norte central de Polonia, de la que, pocas semanas antes del inicio de la Segunda Guerra Mundial, fue nombrado rector en junio de 1939. Al invadir los nazis Polonia, la casa provincial fue transformada por los alemanes en reclusorio para seminaristas y sacerdotes de Gorna Grupa, Chelm, Wloclawek y Gniezno incluyendo a Liguda. El encarcelamiento en Gorna Grupa duró hasta el 5 de febrero de 1940, cuando fueron trasladados al campo de concentración en Gdansk, donde el padre Liguda permaneció hasta abril cuando fue llevado a Grenzdorf, para luego ser trasladado a Sachesenhausen, dónde además fungió como traductor y profesor de los internos a quienes alentaba y trataba de animar con su buen humor.
El 14 de diciembre de 1940 su último traslado fue al campo de concentración de Dachau. Las autoridades de la orden a la que pertenecía, su familia y hasta algunos antiguos amigos como el pastor protestante de Gorna Grupa intentaron interceder por su liberación, aunados al hecho de que su familia contaba con la ciudadanía alemana y sus antecedentes de servicio militar en la primera guerra, pero sus propias declaraciones sobre su origen polaco y ser parte de los intelectuales de aquel país impidieron su libertad.
En su estancia en Dachau fue víctima de contantes vejaciones y torturas, así como de las condiciones inhumanas de hacinamiento y falta de higiene bien conocidas de aquel campo. No obstante, no dejaba de dar aliento a sus compañeros de reclusión, recibiendo en ocasiones algunas torturas en lugar de ellos.
Por el debilitamiento físico que sufrió, al final de su estancia en Dachau fue asignado al bloque 29, destinado a los tuberculosos, no obstante no tener esta enfermedad. Al parecer fue asignado a este bloque por llamar la atención a un guardia por la repartición injusta de alimentos. En lugar de ser condenado a la cámara de gas como era lo usual en Dachau, fue ahogado en un tanque de agua con otros diez enfermos en la noche del 8 de diciembre de 1942.
Fue beatificado como uno de los Ciento ocho mártires de Polonia de la Segunda Guerra Mundial por Juan Pablo II el 13 de junio de 1999 en Varsovia, Polonia. Su fiesta individual se celebra el día de su muerte el 8 de diciembre, pero la memoria en conjunto con los restantes mártires es el 12 de junio.